# Horst Schumann
Pour les articles homonymes, voir Schumann.

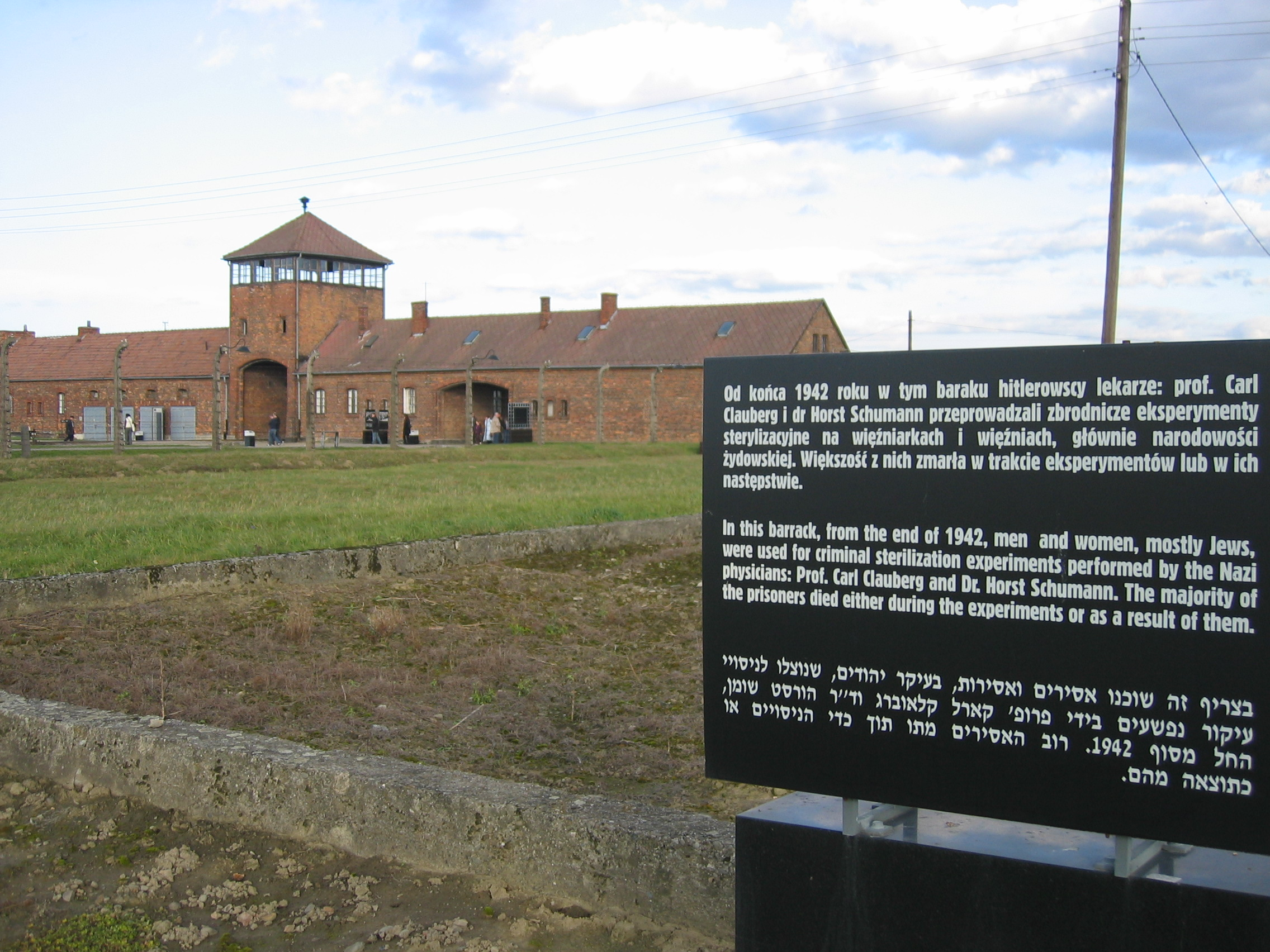
Vestiges du bâtiment de Auschwitz II (Birkenau), lieu de travail de Schumann

Alter-ego de Josef Mengele, le docteur Horst Schumann, Sturmbannführer de la SS, né le 1er mai 1906 à Halle et fugitif en Afrique, est mort le 5 mai 1983 à Francfort-sur-le-Main.

## Biographie
Directeur du centre d'extermination de Pirna-Sonnenstein pendant le programme Aktion T4, il est présent à Auschwitz dès l'été 1941 pour exécuter des prisonniers polonais. Il y commence ses expériences de stérilisation et de castration à la fin de l'été 1942 avant de déménager ses deux appareils radiographiques à rayon X au Block 10 du camp principal de concentration. Il sélectionne ses cobayes sur la rampe et apparaît aux crématoires de Birkenau, le survivant Dow Paisikovic, rescapé des Sonderkommando (centres d'extermination) se souvenant de lui. Il quitte Auschwitz pour Ravensbrück au printemps 1944 où il poursuit ses expériences sur des très jeunes filles. Capturé en juin 1945, il est placé huit mois en détention mais sort libre car les autorités américaines ne parviennent pas à l'identifier. Désigné comme criminel de guerre au Procès de Nuremberg, traqué par le Mossad, il vit  en Allemagne à Gladbeck, échappant de justesse à une arrestation en 1951. Il fuit un moment au Japon, au Soudan, et se fixe au Ghana, où il devient proche du dirigeant Kwame Nkrumah. À sa chute il est arrêté puis, au terme d'audiences saisissantes à Accra, extradé vers l'Allemagne le 17 novembre 1966. Si un procès s'ouvre en octobre 1970, Horst Schumann est pourtant relâché en juillet 1972 pour raisons de santé. Il meurt sans jamais avoir été condamné.
- 2023 : Hors d'atteinte, le livre de Frédéric Couderc publié par Les Escales et Pocket révèle l'étendue de ses crimes et sa vie de fugitif en Afrique. Ce roman, en cours de traduction au  Ghana, a valu  à son auteur le prix Seligmann 2023 contre le racisme.